# Religion de la Rome antique
Pour les articles homonymes, voir Religion romaine (homonymie).

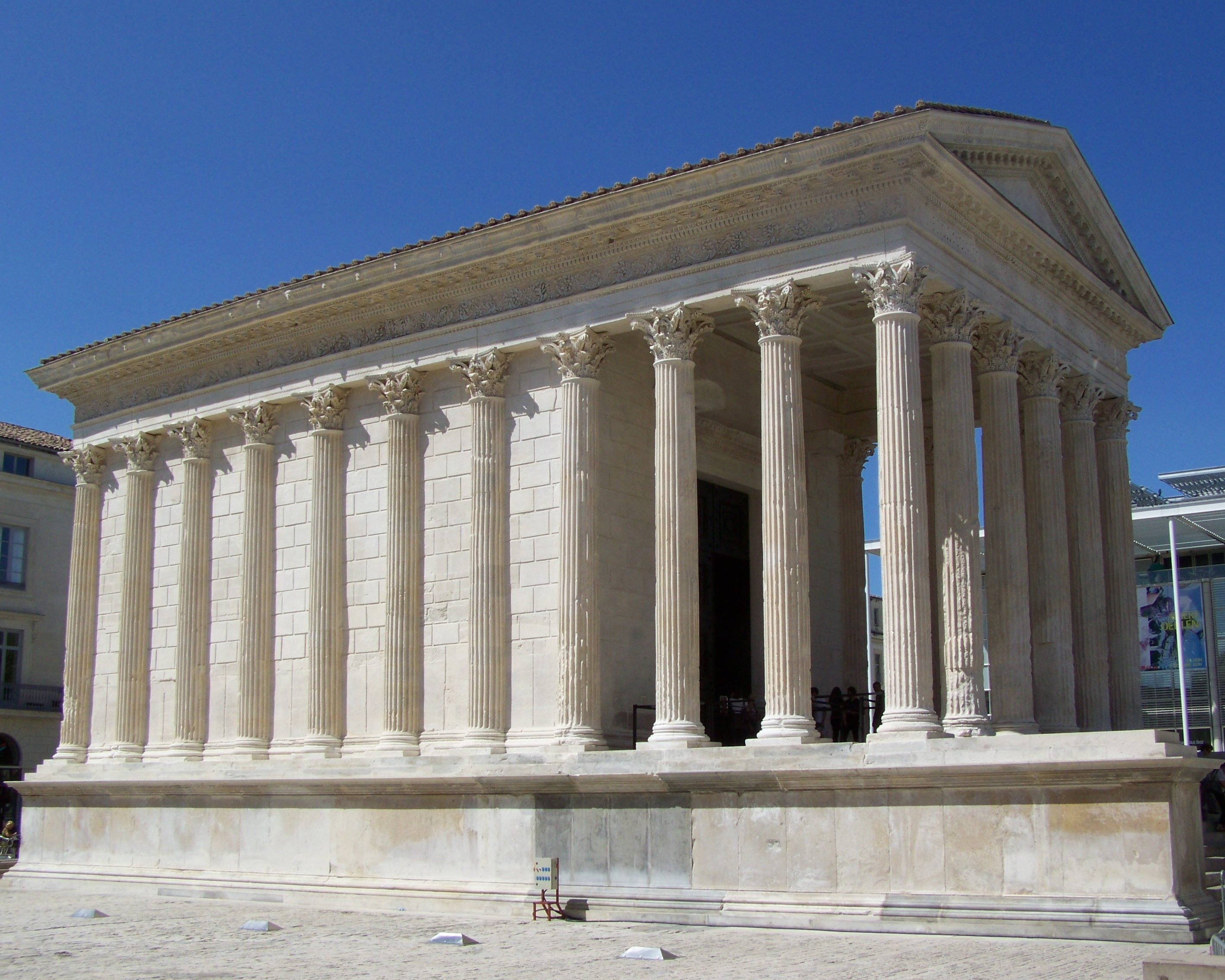
La Maison carrée de Nîmes, temple romain le mieux conservé au monde.

La religion de la Rome antique ou les religions des Romains est l'ensemble des pratiques et croyances religieuses que les Romains considéraient comme proprement romaines (on peut alors parler de Religion romaine, ou de religion publique de Rome), ainsi que les nombreux cultes importés à Rome ou pratiqués par les populations faisant partie de l'Empire romain. En latin, le mot religio ne signifie pas « religion » mais plutôt « obligation rituelle » et s'emploie souvent au pluriel. Il faut garder cette nuance à l'esprit pour éviter les confusions terminologiques.
Chaque communauté humaine a ses propres partenaires divins.
Les Romains se considéraient eux-mêmes comme profondément religieux, et ils attribuaient le succès de leur empire à leur piété collective (pietas) qui permettait de conserver de bonnes relations avec les dieux. D'après l'histoire légendaire des premiers siècles de Rome, la plupart des institutions et des rites religieux de Rome remontent aux premiers fondateurs de Rome, particulièrement Numa Pompilius, le second roi légendaire de Rome. Peu à peu, le droit romain se sépare de la religion.

## Étude de la religion romaine
En dehors de quelques témoignages archéologiques et épigraphiques, notre connaissance directe de la religion romaine ne remonte pas au-delà du IIIe siècle avant J.-C. Il est donc difficile de reconstituer formellement les strates les plus archaïques de la religion romaine, certaines théories sont abandonnées comme celle des dieux di indigetes et di novensides. Outre les influences indo-européennes, la religion romaine nous apparaît, aussi loin que les documents écrits nous permettent de remonter, influencée aussi à la fois par les Étrusques et par les Grecs (les premiers étant eux-mêmes déjà largement influencés par les seconds sur le plan religieux).
Les méthodes d'étude sont donc différentes suivant les différentes périodes étudiées : la période archaïque se fonde principalement sur la mythologie comparée. L'étude de la religion romaine à la fin de la République et sous l'Empire est quant à elle basée principalement sur l'ensemble des témoignages littéraires, archéologiques et épigraphiques.

## Traits principaux
La caractéristique principale des pratiques religieuses romaines est l'orthopraxie, soit un culte fondé sur la bonne exécution des rites et non sur une foi ou une croyance en un dogme. Ainsi, selon John Scheid, la religion romaine est une « religion sans révélation, sans livres révélés, sans dogmes et sans orthodoxie. L'exigence centrale est plutôt celle de l'orthopraxie, de l'exécution correcte des rites prescrits ».
Les Romains ont néanmoins des croyances, à commencer par l'efficacité de leurs rites adressés à de nombreuses puissances divines, c'est-à-dire surhumaines, les divinités. Ces divinités ont des champs d'action qui peuvent être liés à un lieu ou à une fonction. Elles peuvent avoir une « puissance topique » (liée à un lieu) comme Jupiter Capitolin (de la colline du Capitole à Rome) ou Zeus Olympien (Olympie en Grèce). Mais ils peuvent avoir également une spécialité dite « fonctionnelle », comme Mars qui est le « dieu de la Guerre » (combat aussi bien militaire que pour les récoltes contre les insectes).
Pour les Romains, les dieux sont dans le cosmos, le monde, ils sont avec eux. Ils sont soit aériens, dans l'air, soit astraux. Aux yeux des Anciens, le mouvement circulaire des astres est éternel et donc divin, ce qui explique aussi la forte importance de l'astrologie à l'époque antique.

## Origines de la religion romaine
La religion romaine se distingue des autres religions indo-européennes par l'absence quasi totale de mythes religieux mettant en scène leurs dieux : « chez les Romains, les mythes indo-européens ont été ramenés du ciel sur la terre, et les héros ne sont plus des dieux mais de grands hommes de Rome » (on les retrouve en grande partie réutilisés dans l'écriture des origines de Rome). La comparaison de la religion romaine avec les mythes des autres religions indo-européennes permet pourtant de mieux comprendre les rites religieux des Romains. De ce fait, les dieux romains présentent un visage à bien des égards étrange : d'un côté l'attention se focalise sur leur puissance d'action (numen) et leur intervention dans l'histoire, car ils ne possèdent pas de « sur-histoire » métaphysique ; de l'autre, comme conséquence, ils ne sont que de pâles figures mal personnalisées. Ils sont d'abord des puissances. Et les Romains, faute de mythes propres, adopteront ensuite les mythes grecs.
Le mythe fondateur de Rome est celui de Romulus et Rémus, deux frères abandonnés sur les bords du Tibre et miraculeusement allaités par une louve. Romulus, fort du présage extraordinaire des dieux constitué par douze vautours, traça les contours de la ville de Rome sur le Palatin et tua son frère après que celui-ci eut franchi le sillon d'un air moqueur. Aussi Rome devint pour les Romains non seulement un espace d'habitation mais aussi un sol consacré.
D'après Tite-Live, c'est après le règne de Romulus que Numa Pompilius, second roi de Rome, institua les pratiques religieuses officielles. Après la mort de Romulus, il transféra une partie du pouvoir religieux du roi, alors à la fois guerrier, législateur et prêtre, vers des collèges sacerdotaux, sélectionnés parmi les Pères, personnages constituant la noblesse choisie par Romulus. Il fonda le temple de Janus, étendit les collèges des flamines à Mars et à Quirinus, et créa l'ordre des Saliens. Il nomma un grand pontife, chef religieux responsable de la bonne exécution des rites.
Selon Georges Dumézil, l'histoire légendaire des origines romaines trahit un archétype indo-européen : le premier roi, Romulus, se concentre sur l'art militaire et fait de Rome une véritable puissance. Le second roi, Numa, fonde les cultes et offre aux Romains une nouvelle force : celle de lutter pour une bonne cause, les déités. La triade divine, Jupiter, Mars, Quirinus, se répartit sur trois fonctions, comme dans la religion indienne antique la trilogie des dieux Varuna, Indra et Nasatya. Jupiter représente la fonction de souveraineté sacrée, Mars la fonction guerrière et Quirinus, à cette période dieu de la masse, la fonction de production et de fécondité. Cette triade précapitoline a été ensuite remplacée par la triade capitoline classique : Jupiter, Junon, Minerve.

## Espaces sacrés
Dans la Rome antique, le pomerium était la limite sacrée de la ville, formant une frontière à la fois juridique et religieuse.
Le templum, différent de temple, était un espace terrestre ou céleste dédié aux dieux. On distingue le templum terrestre, qui pouvait être un temple ou un autre lieu choisi (comme la Curie), du templum céleste, qui servait lorsqu'un augure (magistrat destiné aux rites et cultes) demandait à un dieu son avis pour une action immédiate (différent de la divination, qui visait à lire l'avenir).
La divination pouvait se faire par la prise d'auspice, par l'observation du vol des oiseaux. L'augure dessinait un templum (une fenêtre) dans le ciel pour l'observation. Si des oiseaux y passaient, c'était bon signe. Si l'oiseau venait de gauche (sinistra), c'était mauvais signe ; s'il venait de droite (dextra), c'était bon signe. L'espèce des oiseaux observés était aussi considérée comme un message des dieux. La présence d'un ou plusieurs aigles était très favorable. Avec la lecture des entrailles (haruspicine), le templum ainsi observé était souvent le foie de l'animal sacrifié. L'augure jugeait du bon état du foie et pouvait ainsi comprendre l'avis du dieu sollicité. Cette pratique entre le rite religieux et la divination était réalisée par des augures spécialisés appelés des « haruspices » (du latin haruspex). Par ailleurs, l'armée romaine en déplacement avait besoin d'avoir l'avis des dieux avant de livrer une bataille. Le « poulet sacré » était le moyen pratique d'avoir un templum en dehors de Rome ou d'une cité romaine. Si le poulet mangeait le grain donné, c'était un bon signe.

## Pratiques religieuses

### Sacrifices
Le sacrifice (du latin sacer et facere : « rendre sacré ») est le rite le plus important car il permet de maintenir la pax deorum (paix des dieux) en reconnaissant leur supériorité (leur maiestas) en échange d'un vœu. Le sacrifice se distingue en deux catégories, privé et public, selon le groupe devant bénéficier du sacrifice.

#### Sacrifices publics et privés

##### Sacrifices publics

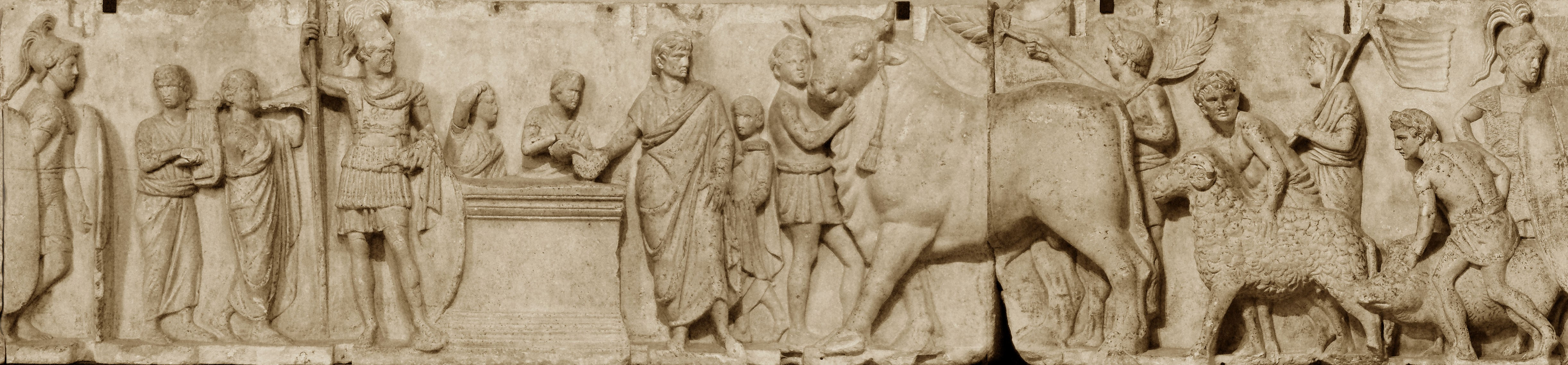
Bas-relief de Domitius Ahenobarbus. Représentation d'un suovetaurile lors du rite public du lustrum. Fin du, musée du Louvre.

Le sacrifice public est réalisé pro populo romano, « pour le peuple romain », et ne peut être célébré que par un magistrat à imperium, illustrant les liens indissociables entre religion et politique. Les sacrifices publics sont l'occasion de sacrifier et de consommer les bêtes les plus prestigieuses comme lors du suovetaurile, le sacrifice d'un porc, d'un mouton et d'un taureau. Celui-ci est réalisé par exemple lors du lustrum, la cérémonie accompagnant le census, le recensement des citoyens tous les cinq ans.

##### Sacrifices privés
Le sacrifice privé désigne tous les sacrifices n'étant pas réalisés pro populo romano, pouvant être fait au nom d'une famille, d'une sodalité, d'un quartier ou de tout autre groupe constitué. Le sacrifice privé ne signifie pas nécessairement l'absence de fastes ou l'exclusion des magistrats publics. Ainsi, sous la République, le rite de la confarreatio dans un mariage patricien impliquait la présence du pontifex maximus et du flamen Dialis mais demeurait un rite privé.

#### Sacrifices sanglants et non sanglants

##### Sacrifices sanglants
Le sacrifice est sanglant s'il implique le sacrifice d'animaux domestiques. Un partage de la victime est alors réalisé. Les exta, les abats de la victime, sont offerts à la divinité en les brûlant tandis que les hommes bénéficient du reste de la viande de la victime. Diane, chasseresse, est la seule déesse qui peut recevoir du gibier en sacrifice. Les sacrifices réalisés pour les divinités chthoniennes comme Proserpine ont lieu non pas sur un autel mais dans un trou réalisé dans le sol. L'ensemble de l'animal est brûlé, formant ce que l'on appelle l'holocauste.

##### Sacrifices non sanglants
Le sacrifice n'impliquant pas d'animaux est dit végétal ou non sanglant. Il s'agit d'une offrande puisqu'aucun partage n'est fait entre les hommes et la divinité. John Scheid souligne les interrogations que soulève le terme de fruges, soit les « fruits de la terre ». Ce terme inclut généralement les aliments tels que le miel, le fromage, le pain ou les galettes. Tout est brûlé sur un autel ou au sol. Il est utilisé principalement lors du rite de la supplicatio et des sacrifices destinés aux divinités chtoniennes.
Les Romains offrent aux dieux des animaux domestiques — bovins, ovins, suidés, poulets, etc. D'autres animaux comme des chiens lors des Robigalia et des chevaux lors de l'october equus sont possibles. Une offrande ne peut avoir lieu si l'animal ne tient pas en place, s'il est effrayé, malade ou s'enfuit. Dans ce cas, pour maintenir l'offrande, les Romains doivent choisir une autre bête docile en bonne santé.

#### Les étapes du sacrifice
Le sacrifice se déroule en plusieurs étapes qui doivent être impérativement respectées dans le bon ordre pour des offrandes réussies.
La præfatio est l'offrande inaugurale avec l'utilisation du vin qui symbolise la reconnaissance des dieux, mais également des encens.
L'immolatio consiste à verser sur le dos de l'animal de la mola salsa, une farine salée préparée par les vestales. On considère cet acte comme une consécration de l'animal : passer du monde humain au monde divin, l'appartenance au dieu. Le prêtre répand quelques gouttes de vin sur le front de l'animal puis passe le couteau sur le dos d'un geste rapide pour montrer que la bête est consacrée aux sacrifices pour les divinités. Les Romains ne décrivent pas l'étape suivante qui est la mise à mort de l'animal. L'esclave chargé de tuer l'animal doit demander la permission à celui-ci avant de l'égorger. On attache les cornes de manière que la bête n'ait d'autre choix que d'incliner la tête en signe d'acquiescement, avant qu'elle ne soit assommée avec un maillet.
La precatio est la prière prononcée à haute voix par les prêtres. La récitation des prières est sujette à une attention extrême au point que quatre personnes sont nécessaires à sa juste réalisation.
La litatio représente la versification et l'acceptation du sacrifice par les divinités. Le partage sacrificiel ou banquet sacrificiel consiste à manger l'animal ainsi sacrifié. La divinité ayant reçu sa part, le reste est partagé entre les sacrifiants.
Du fait de la hiérarchisation entre les divinités, ces dernières ne reçoivent pas toutes les mêmes sacrifices. Par exemple, les empereurs divinisés reçoivent un sacrifice propre à leur dignité.

### Rites funéraires et rites du culte public
Dans la Rome antique, l'appartenance à la classe sociale influence le faste des rites. Les riches se font en principe incinérer, les plus pauvres comme les esclaves sont jetés dans des fosses communes sans cérémonie.
Les rites du culte public ont également changé progressivement. Il y a par exemple l'abandon de certains rites de la religion romaine traditionnelle au profit des cultes orientaux, à savoir les cultes égyptiens, ou encore du christianisme par exemple. Le christianisme occupera d'ailleurs une place de plus en plus importante sous l'Empire romain. Il est courant que certains hommes, en particulier les empereurs à travers le culte impérial mis en place par Auguste, fassent l'objet d'un culte après leur mort. Leur culte est alors adapté à leur dignité dans la hiérarchie divine. En effet, les empereurs romains divinisés n'ont pas la même dignité que les dieux immortels.

### Manifestations divines
L'avis des dieux est demandé par l'augure avec le moyen du templum. Les dieux donnent d'eux-mêmes leur avis par un présage. Lorsqu'un événement étrange survient, le Sénat décide s'il y a présage ou non, en faisant appel aux prêtres qui peuvent apporter une réponse de spécialistes après la consultation d'archives et de rites appropriés. Si les rites ne suffisent pas et qu'il y a un nouveau présage, les prêtres font appel aux livres sibyllins (recueils d'oracles et de poèmes grecs) dont on tire au hasard un « poème » : on en prend la première lettre de chaque vers ; ces lettres serviront à faire un poème romain indiquant la nature du sacrifice à opérer. S'il y a toujours problème, on consulte l'oracle de Delphes.
Le prodige, prodigium (es) en latin, ou portentum s'il est particulièrement effrayant ou impressionnant, peut se définir dans la religion romaine comme la manifestation spontanée de la volonté divine par le déclenchement de phénomènes naturels et climatiques particuliers. Ces prodiges étaient donc interprétés comme le signe de la colère ou de la désapprobation divine. Il s'agissait pour les Romains de rechercher dans les actes récemment accomplis celui ou ceux qui n'avaient pas plu aux dieux. En effet, pour les Romains, « prodige » signifiait forcément « manquement ». Ces prodiges pouvaient se traduire par des pluies de pierres qui, depuis les origines de Rome, étaient perçues comme des signes redoutables annonciateurs de malheurs pour la cité. Il y avait aussi les fulguræ, c'est-à-dire la foudre qui s'abattait en des points précis. La naissance d'hermaphrodites (monstra), rapportée trois fois chez Tite-Live et douze fois par Julius Obsequens, était considérée comme contre nature car elle se révélait être le pire de tous les prodiges selon les croyances romaines : l'enfant en question était considéré comme une menace pour l'harmonie du monde, un signe de défaite militaire et de mort. En effet, dans la conception romaine largement influencée par les Étrusques, notamment à la fin du IIIe siècle av. J.-C., la présence même d'un androgyne était vue comme une souillure du territoire romain. En outre, le fait de ne pas savoir si l'enfant en question est un garçon ou une fille constituait une atteinte à l'identité romaine en elle-même et suscitait chez les Romains l'horreur la plus profonde.
Les prodiges étaient donc nombreux, très variés et tous pris en compte par le Sénat. Chaque année, avant de partir à la guerre, le consul énonce devant le Sénat la liste des prodiges qui lui ont été rapportés, puis les sénateurs délibèrent, écartent les prodiges dus à l'imagination, indiquent les prodiges qui concernent la cité et que l'État romain prend en charge, et les prodiges qui ne concernent que des particuliers. Comme les prodiges expriment le désaccord et le mécontentement des dieux, les Romains doivent multiplier les cérémonies d'expiation afin de conjurer ces prodiges et de retrouver la faveur divine. Ainsi, c'est par l'organisation de cérémonies religieuses dites « expiatoires », et notamment à travers les offrandes et les sacrifices faits aux dieux, que Rome espère regagner le soutien de ses divinités. En cela, le Sénat dispose de plusieurs moyens d'action, à savoir trois prêtres compétents ayant chacun des spécificités différentes mais qui sont tous trois en mesure de pratiquer des cérémonies d'expiations.
Tout d'abord, le pouvoir romain sollicite immédiatement les pontifes, car ils sont situés dans la ville même de Rome. Ils procèdent tout d'abord à une enquête, dont ils exposent les conclusions devant le Sénat. Sur mandat de ce dernier, ils doivent déterminer quel dieu se manifeste à travers tous ces prodiges. C'est là que les Annales maximi ont tout leur intérêt car, grâce à l'observation de certains phénomènes, les réponses apportées par les pontifes antérieurs ont été consignées dans ces archives. Ainsi, pour chaque type de prodige, il convient de reprendre une réponse particulière annotée dans ces archives afin de conjurer le phénomène.

## Les prêtres
Les prêtres (en latin sacerdotes) sont les spécialistes chargés de l'organisation des cultes religieux. Accédant au sacerdoce par cooptation ou élection par les comices, aucune qualification, formation, culture spécifique ou vocation n'est nécessaire pour exercer une prêtrise du fait de l'orthopraxie du culte romain. La bonne exécution des rites par la répétition des mêmes gestes et formules est la fonction première d'un prêtre romain.
Ils sont soit chargés chacun du culte d'un dieu (les flamines), soit organisés en collèges permanents, ou encore en confrérie (les sodalités). Ils font partie de l'élite patricio-plébéienne[réf. nécessaire] (chevaliers étant souvent sénateurs, donc magistrats), et sont considérés comme remplissant une mission d'utilité publique. Le rex sacrorum a hérité des fonctions religieuses du roi. Les flamines, au nombre de quinze (trois flamines majeurs et douze flamines mineurs), sont des prêtres au service d'un dieu particulier.
Il existe quatre grands collèges sacerdotaux appelés quattuor amplissima collegia. Le collège des pontifes formé de pontifes qui ont un rôle de conseil et participent à de nombreuses cérémonies du cycle agraire. Le collège pontifical est dirigé par le pontifex maximus qui possède en outre la responsabilité de définir le calendrier de l'année. Les augures, au nombre de seize sous Jules César, attestent de l'attitude des dieux à l'égard de la cité (en interprétant les signes) dans les grandes décisions politiques (notamment la conduite de la guerre) et conseillent le Sénat et les magistrats.
Les quindecemviri sacris faciundis (quinze, puis seize à l'époque de César) s'occupent des recueils des livres sibyllins et de surveiller les cultes étrangers à Rome. Les septemviri epulonum (au nombre de sept puis dix à l'époque de César) sont chargés des banquets sacrés et du contrôle des jeux.
Les confréries religieuses sont nombreuses. Il y a les saliens, chargés des chants et danses lors des rituels guerriers de mars et d'octobre. On trouve également les frères arvales, douze desservants du culte de la déesse agraire Dea Dia. Les fétiaux sont quant à eux chargés de garantir le respect du droit dans les relations avec les autres peuples (notamment au moment de déclarations de guerres). Leur activité a donné lieu à la naissance du ius fetiale. Les luperques célèbrent la fête des lupercales qui avait lieu le quinze février avec une cérémonie en souvenir de l'allaitement de Romulus et Rémus par la louve. Les vestales constituent également un collège sacré, mais composé de femmes.

## Le calendrier religieux
Le calendrier romain est divisé en diverses sortes de jours, selon l'activité que l'on pouvait entreprendre :
- « jours fastes » (235 jours/an), où l'on peut vaquer aux activités judiciaires ;
- « jours intercesi », jours fastes pendant seulement le milieu de la journée ;
- « jours néfastes » (109 jours/an), consacrés aux dieux, dont 61 jours de fêtes publiques (jeux…) ;
- « jours comitialis », pendant lesquels on pouvait réunir les comices, avec une mention spéciale pour les comices calates ;
- « jours ni fastes ni néfastes » (environ 10 jours/an), durant lesquels les Romains ne savaient pas trop ce qu'ils étaient.

Pendant longtemps, la qualité des jours était annoncée par le pontifex maximus seulement un mois avant, car le calendrier était compliqué (calendrier lunaire de 355 jours/an donc, tous les deux ans était rajouté un mois intercalaire de 20-22 jours). Jules César simplifie ce système en 45 av. J.-C. en adoptant un calendrier solaire proposé par l'astronome égyptien Sosigène d'Alexandrie : c'est le calendrier julien, encore en vigueur de nos jours, après la réforme grégorienne de 1582.

## Les dieux
Dans ses traités philosophiques, Cicéron range les dieux officiellement admis en trois catégories :
- les divinités traditionnelles « ceux que l'on a toujours tenus comme dieux du Ciel »,
- les héros que leurs exploits ont placés au ciel : Hercule, Liber, Castor et Pollux, Esculape, Quirinus, etc.,
- les qualités personnifiées dont la présence dans l'âme humaine accorde le pouvoir d'accéder au ciel : Mens (Esprit), Piété, Virtus (Vertu), Fides (Bonne foi).

## Superstitioetpietas

### Superstitio
La superstitio est la posture qu'adoptent les personnes qui s'écrasent sous le pouvoir divin et qui, en quelque sorte, ne font pas preuve de pietas, ou même de fides, c'est-à-dire, de la considération d'un rapport de mutualité avec les dieux : ceux-ci se sont soumis aux mêmes lois que les Humains car toute loi votée au Sénat ou par les assemblées du peuple sont validées par les dieux. Scheid rappelle l'épisode magico-religieux dans lequel Numa s'est opposé frontalement à Jupiter pour rappeler les lois et obligations auxquelles celui-ci s'est engagé à se soumettre.
Selon Cicéron, « Entre superstitio et religio, […] le premier de ces vocables désigne une faiblesse, le second un mérite ».
L'« Affaire des Bacchanales » (186 av. J.-C.) est une grave affaire religieuse : un culte secret est rendu à Bacchus par plusieurs personnes. C'est un crime « contre-Cité » de « Cité à l'intérieur de la Cité » par une vénération privée à un dieu, car la Cité est un « corpus » de dieux et ces dieux sont la Cité (le culte privé est impossible). Les « criminels » ont été durement réprimés.

### Pietas
La pietas est le respect scrupuleux des rites.
Les Romains s'estiment les plus pieux des humains et c'est pourquoi ils sont aidés par les dieux. Ils invitent également les dieux des adversaires vaincus à venir à Rome pour être bien honorés. C'est l'evocatio. Ainsi, les dieux des vaincus quittent ces derniers qui sont encore moins bien protégés et aidés.
La pietas signifie aussi le respect dû aux parents (pietas erga parentes), le respect de la patrie (pietas erga patriam). Dans ces deux cas, elle a également un sens religieux : le Romain voue un culte aux dieux Mânes (de ses ancêtres), au lar familiaris ; il participe au culte civique.

## Les cultes des autres religions
Quoiqu'on connaisse mal la religion de la Rome archaïque, sous la République, le culte se confond avec celui de la ville, puis de l'empereur à partir d'Auguste. Il est vrai également que le polythéisme des Romains était tolérant… jusqu'à un certain point. Sylla donna pour mission aux 15 membres du collège des interprètes des Livres Sibyllins de surveiller les cultes étrangers.
Les Romains ne s'imaginent pas leurs dieux supérieurs, mais ils s'enorgueillissaient d'être les meilleurs pour les rites. La pietas c'est réussir le rite (ou sacrifice) parfait : pour cela il faut souvent recommencer le rite pour qu'il soit « administré » de manière parfaite pour ne pas froisser le dieu (il existe des exemples de rites recommencés une trentaine de fois de suite par des magistrats de grande pietas).
Vis-à-vis des cultes étrangers, les Romains se montrent assez tolérants, et de façon générale toutes les religions étaient tolérées (voir religio licita).
Le panthéon romain s'est enrichi de nouveaux dieux et s'est nourri de différentes influences religieuses : au IIIe siècle av. J.-C. par exemple a été introduit le culte grec d'Esculape. À l'origine se mélangent les religions italiques et grecques. À la fin du IIIe siècle av. J.-C., le culte phrygien de Cybèle se diffuse peu à peu. Il est officiellement importé à Rome lors de la seconde guerre punique, où la déesse est en quelque sorte installée dans le côté romain (cf. Tite-Live).
Ultérieurement, le judaïsme est toléré quoique étrange et peu apprécié de l'esprit romain. Avec la conquête de l'Égypte, l'empereur porte le titre de pharaon, mais uniquement en Égypte.
Les influences orientales ont mis à l'honneur des pratiques individuelles et les cultes à mystères, dans un souci de rapport direct avec la divinité. Au Ier siècle, l'empereur Caligula s'intéresse au culte d'Isis. À la fin du IIe siècle, Commode est initié au mithraïsme.
Toutes les religions n'ont cependant pas connu cette tolérance et cette assimilation romaine, et les rites clandestins sont suspects aux yeux des romains :
- les lettrés romains réaffirment sans cesse leur attachement à la religion ancestrale et traditionnelle ;
- au Ier siècle, l'empereur Claude interdit le druidisme ;
- le christianisme, puis le manichéisme sont persécutés jusqu'au IIIe siècle. Le christianisme finira cependant par s'imposer comme culte officiel au IVe siècle.

## Les divinités orientales

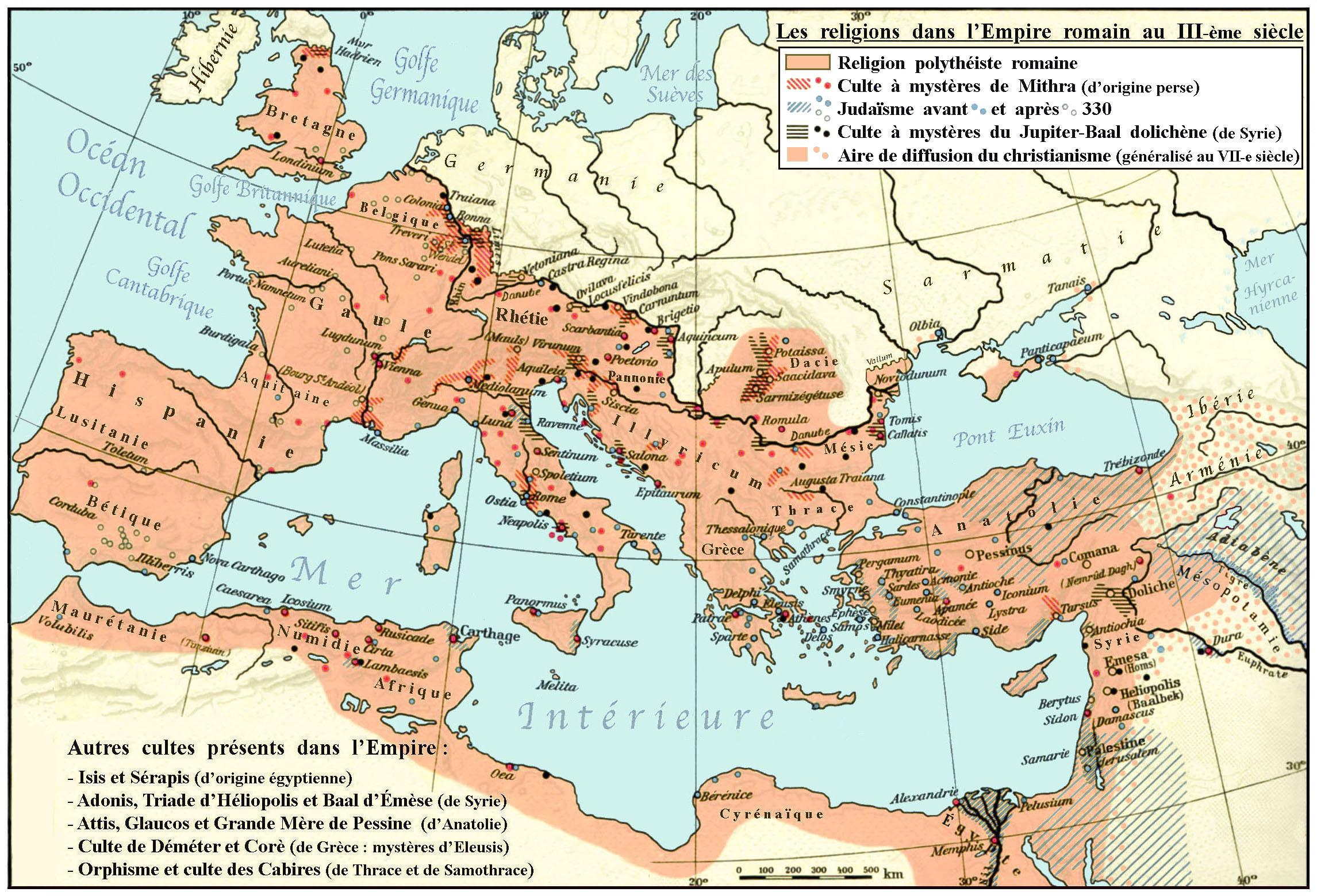
La diversité religieuse de l'empire romain au IIIe siècle.

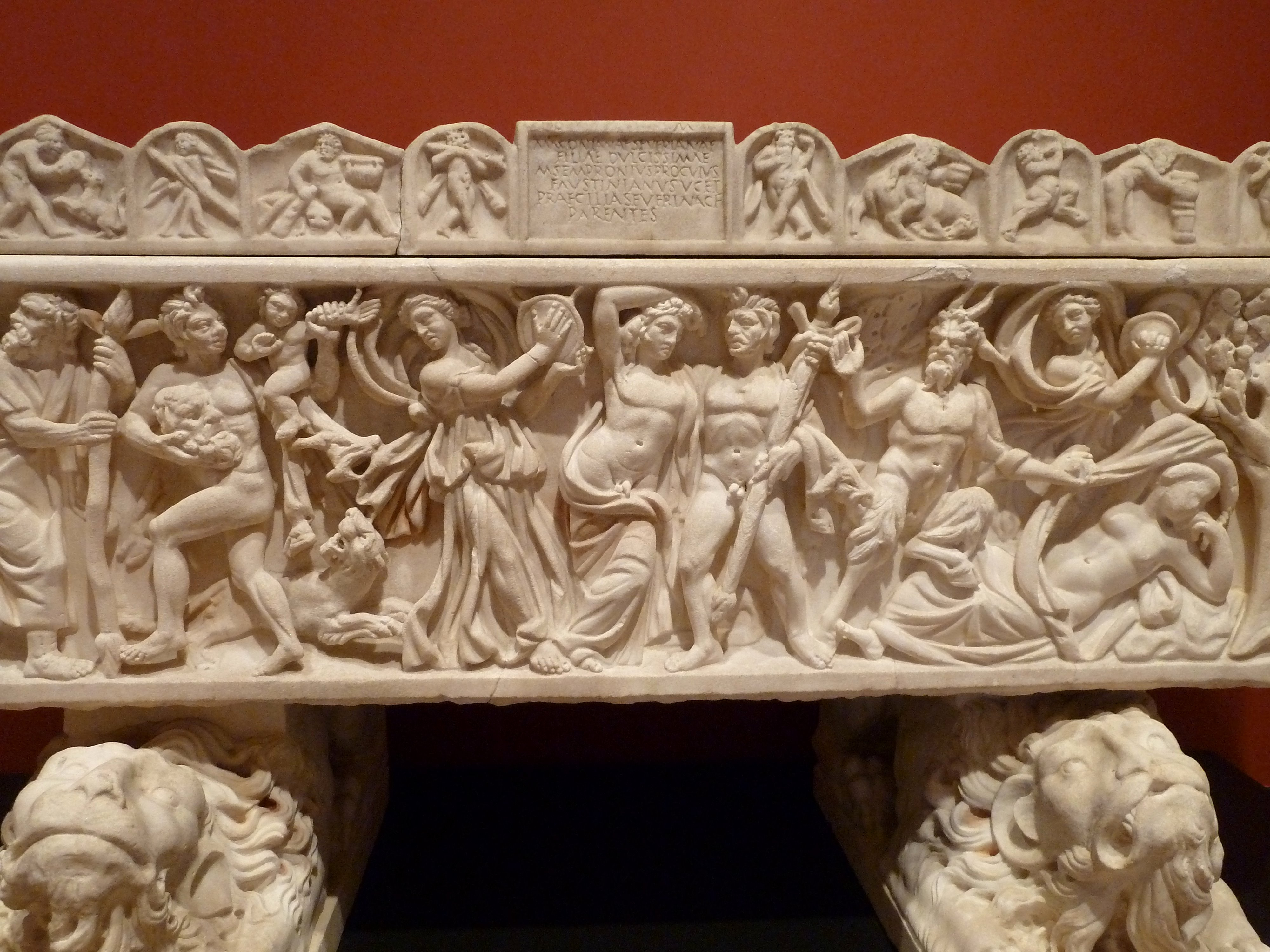
Bacchanale sur un sarcophage romain du IIIe siècle.

On ne peut parler de la religion romaine sans évoquer les divinités de tout le bassin méditerranéen qui ont été « assimilées » au fil de l'expansion de l'Empire ou des mouvements des populations, et « importées » jusque dans la cité mère, Rome.
La première divinité qui est arrivée à Rome est la déesse anatolienne Cybèle, en 204 av. J.-C., dont les prêtres, comme pour le culte de la déesse Atargatis, se mutilaient et répandaient leur sang en sacrifice. Ces rites étant secrets, nous les connaissons par les récits probablement exagérés d'auteurs qui n'approuvaient pas ces cultes venus de l'Orient, et qui évoquent des prêtres eunuques et des « bains de sang ».
Ensuite, les dieux grecs arrivèrent, ce qui provoqua une assimilation entre divinités helléniques et romaines. Ainsi le petit dieu latin Neptune devint l'équivalent du grand maître de la mer Poséidon. Une déesse mineure des forêts, Diane, fut assimilée à la souveraine des domaines boisés, Artémis, vierge chasseresse. Mais le dieu grec qui garda à peu près tous ses attributs et même jusqu'à son nom fut Dionysos-Bacchus. Un scandale éclata à son sujet au deuxième siècle avant l'ère chrétienne, l'« affaire des Bacchanales ».
Les cultes alexandrins arrivèrent à Rome par des commerçants grecs ou égyptiens, et commencèrent à être ouvertement pratiqués sous Caligula qui se proclamait descendant des pharaons. On vénérait sur le champ de Mars la déesse égyptienne Isis, son époux Sarapis et leur enfant Harpocrate (l'Enfant Horus hellénisé). Un peu partout dans l'Empire, d'autres divinités d'Égypte, tels Hermanubis (Hermès-Anubis) ou encore Apis eurent leurs cultes, dont on a des traces jusqu'en Gaule. Isis prit une importance considérable et était pour ses fidèles, comme en Égypte, la Déesse-Mère universelle ayant engendré l'univers et les astres. Ce culte était très hiérarchisé, sur un modèle plus ou moins emprunté des traditions égyptiennes. On peut encore admirer aujourd'hui le temple de la déesse à Pompéi.
Le culte qui eut le plus de succès en territoire romain fut celui du dieu indo-iranien Mithra, arrivé le plus tardivement parmi les divinités orientales,,. On le vénérait dans les mithraea. Son culte à degrés initiatiques était réservé aux hommes et eut beaucoup de succès dans l'armée. Le dieu était une chance de salut, et on le représentait souvent dans la scène de la tauroctonie.
Certains se tournèrent vers ces dieux, ainsi que vers divers cultes à mystères parce qu'ils semblaient plus proches ou promettaient une immortalité bienheureuse, mais fondamentalement la religion romaine était syncrétique et dans un cadre fondamentalement polythéiste ces nouveaux cultes n'entraient guère en conflit avec les anciens.

## Histoire de la religion romaine

### Période impériale
Le Culte impérial chez les Romain consistait à vénérer les empereurs romains et leur famille en leur attribuant des attributs divins et en honorant leur contribution à la diffusion de la religion et de la culture romaines. Il fut institué par le premier empereur romain Auguste (27 av. J.-C. à 14 apr. J.-C.) dans le cadre de ses réformes et de la transformation de la République romaine en Empire romain.

#### Sources antiques
- Cicéron, De divinatione [détail des éditions] [lire en ligne]

#### Ouvrages contemporains
: document utilisé comme source pour la rédaction de cet article.
- Jean Bayet, Histoire politique et psychologique de la religion romaine, Paris, Payot, 1956, 2e éd. (ISBN 2-228-32810-3)
- Raymond Bloch, La Divination dans l'Antiquité, Paris, Presses universitaires de France, coll. « Que sais-je ? » (no 2135), 1984, 127 p. (ISBN 978-2-13-038169-3)
- Jacqueline Champeaux, La Religion romaine, Paris, Librairie générale française, 1998, 254 p. (ISBN 978-2253905523).
- Annie Dubourdieu, « Divinités de la parole, divinités du silence dans la Rome antique », Revue de l'histoire des religions, t. 220, no 3,‎ 2003, p. 259-282 (lire en ligne)
- Georges Dumézil, La Religion romaine archaïque : avec un appendice sur la religion des Étrusques, Paris, Payot, 1974, 2e éd., 700 p. (ISBN 978-2-228-89297-1)
- Pierre Grimal, La Civilisation romaine, Paris, Flammarion, 1981 (1re éd. 1960), 372 p. (ISBN 2-08-081101-0)
- Auguste Bouché-Leclercq, Histoire de la divination dans l'Antiquité, 1120 p., rééd. Jérôme Millon, 2003,  (ISBN 978-2-84137-127-3)
- Marcel Le Glay, La Religion romaine, Paris, Armand Colin, 1991, 2e éd. (ISBN 2-200-32202-X)
- Yves Lehmann, La Religion romaine, Paris, Presses universitaires de France, coll. « Que sais-je ? » (no 1890), 1989, 2e éd. (ISBN 978-2130452553).
- Danielle Porte, Les Donneurs du sacré. Le Prêtre à Rome, Paris, Les Belles Lettres, « coll. Realia », 1989, 266 pages.
- John Scheid, La Religion des Romains, Paris, Armand Colin, coll. « Cursus », 2010, 176 p. (ISBN 978-2-200-25466-7)
- John Scheid, Rites et religion à Rome, CNRS, 2019
- John Scheid, Les Romains et leurs religions, éditions du Cerf, 2023, 329 p. (ISBN 978-2204139465). À Rome, à côté de la religion de l'État existent les innombrables religions des familles et des associations.
- Robert-Jacques Thibaud, Le Dictionnaire de mythologie et de symbolique romaine, Dervy, 1998  (ISBN 978-2-85076-949-8), 472 p.
- Robert Turcan, Les Cultes orientaux dans le monde romain, Paris, Les Belles Lettres, coll. « Histoire », 1992, 2e éd., 397 p. (ISBN 2-251-38001-9)
- Robert Turcan, Mithra et le mithriacisme, Paris, Les Belles Lettres, coll. « Histoire », 1993, 191 p. (ISBN 978-2-251-38023-0)
- Robert Turcan, Rome et ses dieux, 288 p., Hachette, « coll. Vie quotidienne », 1998  (ISBN 978-2012353077)
- Odile Wattel, Les Religions grecque et romaine, Paris, Armand Colin, « coll. Synthèse, 117 », 2001  (ISBN 978-2-200-21927-7), 96 p.
- (en) Mary Beard, John North et Simon Price, Religions of Rome, vol. I : A History, Cambridge/New York/Melbourne, Cambridge University Press, 1998, 454 p. (ISBN 0-521-30401-6)
- (en) Jörg Rüpke, A Companion to Roman Religion, Wiley-Blackwell, coll. « Blackwell Companions to the Ancient World », 2011, 542 p. (ISBN 978-1-4443-3924-6, lire en ligne)
- William Van Andringa, « Religions et intégration des territoires de l’Europe occidentale à l'Empire romain », dans Bernadette Cabouret-Laurioux, Jean-Pierre Guilhembet et Yves Roman (dir.), Rome et l'Occident : IIe s. av. J.-C. au IIe s. apr. J.-C., Presses Universitaires du Mirail, 2009 (ISBN 978-2-8107-0052-3, lire en ligne), p. 307-316
- Antoine Darbeda, Le Culte impérial chez les Vellaves d'après les inscriptions latines, Le Puy-en-Velay, Cahiers de la Haute-Loire, 2005

#### Articles
- Charles Guittard, « Les prodiges dans le livre XXVII de Tite-Live », Vita Latina, no 170,‎ 2004, p. 56-81 (lire en ligne).

#### Document de conférence
- John Scheid, Des hommes et des dieux. Comprendre les religions des Romains (Conférence), Collège de France, 24 janvier 2020 (lire en ligne).